# Шикотан
Шикота́н (от айнского слова, которое означает «большое населённое место» («ши» — большой; «котан» — поселение); яп. 色丹島 Сикотан-то:) — самый крупный остров Малой гряды Курильских островов.
Входит в состав Южно-Курильского района (городского округа) Сахалинской области России. Принадлежность острова России оспаривает Япония, которая рассматривает его как часть своего округа Нэмуро губернаторства Хоккайдо. Имеет постоянное население в количестве 2820 человек (2010).
В XVIII столетии по-русски также назывался Фигурным (при первом описании, из-за извилистой береговой черты) и Шпанберга (по имени первооткрывателя).
Учитывая приграничное положение острова рядом с морской границей с Японией и территориальные претензии последней, на острове с 1945 года дислоцируется отряд пограничных сторожевых кораблей СССР (затем России). Одной из главных задач морских погранвойск Шикотана является пресечение добычи морских биоресурсов японскими рыбаками.

## История
С конца I тыс. до н. э. по II тыс. н. э. на Шикотане, равно как и на других островах Курильской гряды, а также Хоккайдо, господствовала охотская культура, которая зародилась на Сахалине. Для этнографических и археологических экспедиций особый интерес представляет раковинная куча охотской культуры близ бухты Дельфин.
Доисторическая эпоха описывается археологией как постепенное слияние культур — неолитической у наиболее древних насельников и более поздней, занесённой переселенцами с материка. В историческую эпоху складывается айнский этнос, культура которого господствовала на острове вплоть до середины XIX века.
Во времена российских «описей» конца XVIII — начала XIX века остров также имел номерное обозначение в составе Курильской гряды — Двадцатый.

## Проблема принадлежности
В 2004 году Россия как государство-правопреемник СССР, в соответствии с заявлением своего министра иностранных дел С. В. Лаврова, признала существование Советско-японской декларации 1956 года, включавшей пункт о готовности передать Японии остров Шикотан и группу Хабомаи, и подтвердила готовность вести на её основе территориальные переговоры с Японией.
В настоящий момент остров административно входит в Южно-Курильский городской округ Сахалинской области Российской Федерации, что оспаривается Японией, которая включает его в состав своего округа Немуро губернаторства Хоккайдо.

## География
Остров вытянут с северо-востока на юго-запад на 27 км, ширина составляет 5—13 км. Площадь, по разным данным, от 182 км² до 252,8 км². Максимальная высота — 412 м (гора Шикотан). Другие высокие горы — Плоская (363 м), Ноторо (357 м) и Томари (356 м). Отличается целостностью своей геологической платформы. Рельеф в целом представляет собой густое нагромождение холмов и низкогорных массивов. Действующие вулканы на острове отсутствуют. Из потухших вулканoв выделяются Томари 43°46′05″ с. ш. 146°43′57″ в. д. и Ноторо 43°46′42″ с. ш. 146°41′28″ в. д.. Тем не менее, остров сейсмоопасен, в прибрежных регионах возможны цунами. Наибольшую известность в науке и прессе получило Шикотанское землетрясение и цунами 5 октября 1994 года, приведшие к изменениям в рельефе острова. Из-за того что сдвиги в земной коре происходят к юго-востоку от Шикотана, цунами максимальной высоты (до 10 м) наблюдаются в его юго-восточных заливах и бухтах (бухта Димитрова, Церковная бухта, бухта Снежкова, Маячная бухта и др.) На северо-западной стороне (Крабовая, Звёздная, Малокурильская бухты) цунами невелики (не более 3 м).
На берегу Южно-Курильского пролива расположены бухты Малокурильская (в северной части острова) и Крабовая (в центральной части). Южное побережье Шикотана подвержено океанской эрозии. Именно благодаря изрезанности береговой линии и наличию небольших удобных бухт, остров получил своё айнское название «лучшее место». Шикотан отделен Южно-Курильским проливом от острова Кунашир, расположенного в 57 км северо-западнее; проливом Шпанберга — от острова Полонского, расположенного в 22 км юго-западнее, и островов Осколки, расположенных примерно в 20 км к юго-западу. На северо-западном побережье Шикотана обнаружены меловые отложения, подразделяющиеся на матакотанскую (магматические породы) и согласно лежащую на ней малокурильскую (осадочные породы) свиты.
На северо-востоке острова расположен мыс Край Света, получивший широкую известность среди туристов и художников во второй половине XX века. Представляет собой скалу, уходящую на километр в воды Тихого океана и обрывающуюся вниз 40—50-метровыми уступами.

### Гидрография
Остров не испытывает недостатка в воде. Из рек выделяются Горобец, Островная, в бассейнах которых есть и довольно крупные болота разных типов. Река Анама впадает в бухту Крабовая, образует небольшую дельту. В северной части выделяются бассейны рек Отрада и Свободная. На Шикотане есть много небольших озёр и горных ручьев (Звёздный), где водится кунджа и куда регулярно заходят на нерест горбуша и кета. На некоторых ручьях есть небольшие водопады. Окружающие остров океанские воды богаты морскими биоресурсами: здесь водятся более 70 видов рыб, краб, трепанг, морской ёж и другие.

### Острова и скалы мористого прибрежья Шикотана
В начале XXI века получили названия многие ранее безымянные островки и скалы в прибрежной акватории Шикотана, в добавление к самым крупным из них, получившим наименования ещё в советский период — Айвазовского, Грига, Девятый Вал, Дальний. Состоявшееся имянаречение большинства подобных географических объектов позволяет выделять их в отдельную категорию — островов-«спутников» Шикотана.
- Айвазовского — необитаемый остров, расположенный в Церковной бухте острова Шикотан. Название дано в честь русского живописца Ивана Константиновича Айвазовского.
- Гнечко — остров (скала) в 50 метрах от северо-восточной части острова Шикотан.
- Грига — крупнейший из прибрежных островков-«спутников».
- Дальний — необитаемый остров в бухте Димитрова. Название обосновано местоположением острова в дальнем крае бухты.
- Девятый Вал — необитаемый остров в бухте Церковной (Айвазовского). Название навеяно знаменитой картиной Айвазовского «Девятый вал».
- Фархутдинова — остров (скала) вблизи бухты Маячная.
- Капицы — остров вблизи бухты Маячная.
- Средний — необитаемый остров в бухте Димитрова. Название связано с местоположением на акватории бухты.

## Климат
Климат Шикотана в целом классифицируется как умеренный морской, находится под влиянием муссонов. Осадков выпадает в среднем 1240 мм/год. Юго-восточное побережье острова имеет более прохладный и влажный климат, чем северо-западное. Последнее объясняется тем что западное побережье согревают тёплые воды течения Соя, тихоокеанское побережье заметно холоднее из-за вод холодного Курильского течения. В целом лето на острове влажное и довольно прохладное. Из-за повышенной влажности самым тёплым месяцем года является август, когда среднесуточные температуры достигают +16,3 °C. Учитывая высокую влажность воздуха, эта летняя температура вполне комфортна для человека.
Зимы на острове значительно мягче чем на континенте, характеризуются частыми снегопадами и оттепелями. Средняя температура самого холодного месяца февраля составляет −5,2 °C. Средняя температура года достигает +5,2 °C. Это примерно соответствует температурному режиму Кунашира. Сумма активных температур более +10 °C на Шикотане (1562 °С) лишь немного меньше её среднего значения на Кунашире (1700 °С). Но из-за большей компактности острова среднегодовые температуры здесь немного превышают кунаширские, где их географическая дифференциация больше в силу более значительной вытянутости с севера на юг. Климатические условия на острове в целом благоприятны для ведения подсобного сельского хозяйства, в том числе для разведения коров, овец, кур, кроликов.
| Показатель                                                                | Янв. | Фев.  | Март  | Апр. | Май  | Июнь | Июль | Авг. | Сен. | Окт. | Нояб. | Дек.  | Год   |
| ------------------------------------------------------------------------- | ---- | ----- | ----- | ---- | ---- | ---- | ---- | ---- | ---- | ---- | ----- | ----- | ----- |
| Абсолютный максимум, °C                                                   | 7,0  | 8,9   | 9,3   | 18,7 | 24,0 | 25,0 | 32,8 | 29,0 | 26,0 | 23,1 | 17,0  | 12,0  | 32,8  |
| Средний суточный максимум, °C                                             | −2,6 | −3,1  | −1    | 5,7  | 9,7  | 12,5 | 16,1 | 18,5 | 16,9 | 12,6 | 7,1   | 1,2   | 7,8   |
| Средняя температура, °C                                                   | −4,6 | −5,2  | −3,3  | 2,6  | 6,1  | 9,1  | 12,9 | 15,6 | 13,8 | 9,7  | 4,4   | −1    | 5,1   |
| Средний суточный минимум, °C                                              | −6,4 | −7    | −5,2  | 0,4  | 3,8  | 7,0  | 10,9 | 13,7 | 11,8 | 7,5  | 2,4   | −3    | 3,0   |
| Абсолютный минимум, °C                                                    | −19  | −23,9 | −17,2 | −11  | −3,1 | 1,0  | 2,8  | 6,2  | 2,8  | −5   | −7    | −13,2 | −23,9 |
| Норма осадков, мм                                                         | 78,9 | 80,1  | 83,2  | 60,8 | 66,2 | 72,7 | 69,9 | 75,1 | 85,8 | 77,4 | 62,8  | 81,3  | 894,2 |
| Источник: Climatebase.ru. climatebase.ru. Дата обращения: 6 декабря 2021. |      |       |       |      |      |      |      |      |      |      |       |       |       |

## Природа

### Флора
Из-за меньшего размера и относительно небольшого поднятия над уровнем моря флора и фауна Шикотана беднее, чем на более крупных Курильских островах, но богаче, чем на других островах Малой Курильской гряды. По данным за 2002 год на острове произрастало 663 вида высших сосудистых растений (для сравнения, на Кунашире — 1067, на о. Зелёный — лишь 166).
По состоянию на начало XXI века остров с биологической точки зрения по-прежнему слабо изучен, поэтому количество выявленных видов постоянно растёт: к 2015 году учтено уже 724 вида. Заросли бамбучника здесь не такие густые, а встречающийся здесь стланик довольно легко преодолим. Берега покрывают океанические луга.
Холмы острова в основном заняты травой, попадаются заросли тиса, лианы дикого винограда, которые соседствуют с елью, лиственницей, берёзой.
В северо-восточной части Шикотана, на горе Шикотан (рядом с населённым пунктом Малокурильское) и горе Отрадная (рядом с населённым пунктом Крабозаводское) в основном сосредоточены островки произрастания ряда редких видов и курильских эндемиков. На необычайно низких для подобной растительности высотах (250—350 м), можно наблюдать подобия высокогорных лугов («сниженных альпийцев»). К таковым относятся виды, внесенные в Красные книги РФ и Сахалинской области: эдельвейс курильский (Leontopodium kurilense), прострел Тарао (Pulsatilla taraoi), можжевельник Саржента и другие.
Имеются участки широколиственного леса. Леса имеют редкостойную структуру и занимают около 23 % территории острова (2010 г.).
Леса в целом тяготеют к более тёплой западной стороне острова, согреваемой остатками течения Соя и защищённой от холодных тихоокеанских течений горами. Имеются верхние кустарничниковые болота. В речных долинах и поймах доминируют ольховые леса, прибрежные ивняки и злаково-осоковые луга.
Из местных растений особо выделяется ипритка, пыльца которой может вызвать сильное раздражение и язвы на коже человека. К неморальным видам относятся гортензия метельчатая, виноград Конье и актинидия коломикта. При этом некоторые растения исчезли на Шикотане относительно недавно. К примеру, кедровый стланик не выдержал временного повышения суммы активных температуры до 2000 °C, а дуб, наоборот, исчез в течение малого ледникового периода XVII—XVIII веков.

### Фауна
На Шикотане самые распространённые хищники — это лисица и орлан-белохвост. Они не представляют прямой угрозы для жизни человека. В отличие от Хоккайдо, Кунашира и Итурупа на Шикотане нет медведей. По всему острову встречается шикотанская полёвка — островной эндемичный вид. Из островных эндемиков присутствует тисовая синица, которая в осенне-зимне-весенний период кочуeт вместе с гаичками, поползнями, пищухами и острокрылыми дятлами. На острове в небольшом количестве гнездятся утка-мандаринка и японский скворец. Всего в 2015 году на острове было учтено 72 вида птиц. Морские виды птиц гнездятся только на недоступных для лисиц участках скальных обрывов, длина береговой линии которых на Шикотане достигает 117 км. Остров отличается богатством видов жужелиц, коих здесь по последним данным российских исследователей насчитывается 72 вида. Этот список постоянно увеличивается: ранее японские энтомологи приводили 35 видов, относящихся к 16 родам. В советский период на острове был обнаружен единственный в стране экземпляр змеи восточный динодон. В настоящее время змей на острове нет.
По всему побережью встречаются лежбища ластоногих с преобладанием островного тюленя (и ларгой в качестве численного меньшинства). Шикотан — самый густозаселённый островным тюленем остров Курильского архипелага.

## Население
В августе 1945 года гражданское население японского уезда Сикотан составляло 1038 человек, представляя собой смесь японцев и айнов. В 1946 году все лица с гражданством Японии были депортированы на Хоккайдо. Своего пика (около 7500 человек) население острова достигло в конце советского периода. Современное население — около 2800 человек. Основной причиной столь резкого сокращения населения стали экономический кризис после распада СССР, а затем и Шикотанское землетрясение 1994 года, после которого многие приезжие покинули остров. Современное население сформировалось в результате миграционного обмена с континентом во второй половине XX века. В XXI веке население острова вновь начало расти. В 2012 году на острове родилось 80 детей. Национальный состав острова: 80 % русские, украинцы и другие.
Населённые пункты:
- Малокурильское — 2285 человека.
- Крабозаводское — 1515 человек.

## Транспорт
Морские пассажирские и грузовые перевозки осуществляются:
- между островами Сахалин — Итуруп — Кунашир — Шикотан теплоходом[46].

С 13 декабря 2016 года осуществляется вертолётное сообщение с островом Кунашир. Перевозка осуществляется на новом (2015 года выпуска) вертолёте Ми-8МТВ-1. Вылеты производятся из села Крабозаводское в аэропорт «Менделеево» на Кунашире, откуда осуществляются регулярные авиарейсы в областной центр Южно-Сахалинск. Вертолётная площадка на Шикотане была построена в 2013 году и укрыта со всех сторон от ветра.
1 января 2016 года впервые в истории острова начал работу общественный сухопутный транспорт — открыто автобусное сообщение по маршруту Крабозаводское — Малокурильское. Маршрут обслуживается двумя автобусами ПАЗ, принадлежащими ООО «Шикотанский водоканал».

## Хозяйственная деятельность
На Шикотане имеется порт, рыбоконсервный завод и электростанция. В 2015 появилась крупная современная больница. На острове работает гидрофизическая обсерватория, развито рыболовство и добыча морских животных. Важнейшее хозяйственное значение имеют следующие морские виды: минтай, треска, камбала, краб, кальмар, сайра. Шикотан частично входит в территорию государственного природного заказника федерального значения «Малые Курилы».

## Достопримечательности
Самое известное место Шикотана — мыс Край Света.

## Фотоальбом
- Карта рельефа
- Вид на остров Шикотан, 1990
- Шикотан, 1980
- Шикотанский маяк, 1980
- Пейзажи Шикотана, 1980
- Бухта Димитрова, 2017